# Tássia Camargo
Maria Aparecida Pereira Anastasio, mais conhecida como Tássia Camargo (Guarulhos, 29 de janeiro de 1961), é uma atriz e apresentadora brasileira.

## Carreira
Começou a carreira no teatro em 1978, aos dezessete anos, com o diretor Antunes Filho. Ele não gostava de seu nome de batismo e insistia que ela precisava de um nome artístico, fazendo-a criar "Tássia" a partir de seu sobrenome Anastasio. Participou em diversos filmes, peças teatrais, seriados e telenovelas. Seu primeiro papel na TV, em telenovelas, foi na Rede Bandeirantes, onde atuou em Os Adolescentes. Seu último trabalho na televisão foi na novela Vidas Opostas, da Rede Record. Na  Rede Globo, suas personagens mais conhecidas foram  Nicinha, na minissérie Rabo de Saia (onde era uma das três esposas do seu Quéqué, personagem vivido por Ney Latorraca), Marlene, na telenovela  O Salvador da Pátria, Elisa, na telenovela Tieta, e Marina da Glória, do humorístico  Escolinha do Professor Raimundo (personagem que ela já interpretara no Chico Anysio Show, em 1982). Em 1984, participou do Caso Verdade. Entre 1982 e 1989, posou três vezes para a revista Playboy. Em 1983, a atriz foi a primeira apresentadora do Vídeo Show.
Em 2006 interpretou um dos papeis centrais de Vidas Opostas, na RecordTV, telenovela vencedora do Troféu Imprensa. Em 2016, após alguns anos afastada da carreira, atuou na peça As Cadeiras,  de Eugène Ionesco, dividindo o palco com Edi Botelho, sob a direção de Ney Latorraca. Morando em Lisboa desde 2017, Tássia atuou na novela portuguesa Valor da Vida, da TVI.

## Vida pessoal
Nascida e criada em Guarulhos, na Vila Galvão, no seio duma família de origem portuguesa e italiana, mudou-se para o Rio de Janeiro no final dos anos 70. Tássia é mãe de Diego, Pedro e Maria Júlia. A atriz foi casada durante onze anos com o músico Marinho Boffa, união que terminou em 1996, logo após o falecimento da sua filha Maria Júlia, com apenas dois anos de idade vitima de rubéola congênita tardia. Depois da fatalidade, ela procurou o Ministério da Saúde na tentativa de que fosse feita uma campanha de esclarecimento, mas não obteve sucesso. Seu pai escolheu o nome de batismo dela após ir andando de Guarulhos até Aparecida do Norte. Quando adulta, descobriu um gêmeo parasita em seu mediastino, que teve de retirar cirurgicamente.
Em 2017, filiou-se ao Partido dos Trabalhadores.
Em março de 2019, Tássia sofreu um infarto e foi internada em um hospital em Portugal. Depois de passar pelos procedimentos médicos, a atriz recuperou-se bem.

## Filmografia

### Televisão
| Ano     | Título                          | Personagem                | Notas                                   |
| ------- | ------------------------------- | ------------------------- | --------------------------------------- |
| 1981    | Os Adolescentes                 | Majô                      |                                         |
| 1982    | Elas por Elas                   | Míriam Ferraz             |                                         |
| 1982–83 | Chico Anysio Show               | Marina da Glória          |                                         |
| 1983    | Vídeo Show                      | Apresentadora             |                                         |
| 1983    | Pão Pão, Beijo Beijo            | Nina                      |                                         |
| 1984    | Rabo de Saia                    | Nicinha                   |                                         |
| 1985    | Um Sonho a Mais                 | Mônica Aranha             |                                         |
| 1986    | Selva de Pedra                  | Joana / Jane              |                                         |
| 1988    | Chapadão do Bugre               | Ritinha                   |                                         |
| 1988    | Chico Anysio Show               | Marina da Glória          |                                         |
| 1989    | O Salvador da Pátria            | Marlene Machado da Silva  | Episódios: "09–25 de janeiro"           |
| 1989    | Tieta                           | Elisa Esteves D'Alemberti |                                         |
| 1990    | Delegacia de Mulheres           | Margô                     | Episódio: "Formicida e Guaraná"         |
| 1990–91 | Escolinha do Professor Raimundo | Marina da Glória          |                                         |
| 1991    | Estados Anysios de Chico City   | Marina da Glória          |                                         |
| 1991    | O Dono do Mundo                 | Terezinha de Jesus        |                                         |
| 1992    | As Noivas de Copacabana         | Marilene Batista          | Episódios: "2–4 de junho"               |
| 1992    | Despedida de Solteiro           | Madalena Chaddad (Lenita) |                                         |
| 1993    | Você Decide                     | Elis                      | Episódio: "Se Acaso Você Chegasse"      |
| 1994    | Você Decide                     | Amanda                    | Episódio: "O Último Desejo"             |
| 1994    | Quatro por Quatro               | Maria Bataglia (Batalha)  |                                         |
| 1995    | Você Decide                     | Ângela                    | Episódio: "O Sacrifício"                |
| 1996    | Você Decide                     | Cássia                    | Episódio: "No Silêncio da Noite"        |
| 1996    | Anjo de Mim                     | Antônia                   |                                         |
| 1997    | Malhação                        | Aline                     | Participação                            |
| 1998    | Você Decide                     | Sandra                    | Episódio: "Amor ao Próximo"             |
| 1998    | Dona Flor e Seus Dois Maridos   | Madona                    |                                         |
| 1998    | Mulher                          | Valdirene                 | Episódio: "A Fome e a Vontade de Comer" |
| 1998    | Meu Bem Querer                  | Marta                     | Episódio: "24 de agosto"                |
| 2000    | O Cravo e a Rosa                | Joana Penaforte           |                                         |
| 2001    | A Padroeira                     | Generosa                  | Episódios: "13–29 de outubro"           |
| 2002    | Brava Gente                     | Gleice                    | Episódio: "A Hora Errada"               |
| 2003    | Jamais Te Esquecerei            | Isabela da Silva          | Episódios: "14–16 de abril"             |
| 2004–06 | Malhação                        | Lúcia da Silva Gomes      | Temporadas 11–12–13                     |
| 2006    | Vidas Opostas                   | Lucília de Souza          |                                         |
| 2015    | Tudo Pela Audiência             | Marina da Glória          | Episódio: "15 de abril"                 |
| 2019    | Valor da Vida                   | Aminah                    | Temporada 2                             |

### Cinema
| Ano  | Título                     | Personagem |
| ---- | -------------------------- | ---------- |
| 1982 | Amor de Perversão          | Tereza     |
| 1983 | Corpo e Alma de Uma Mulher | Aimé       |
| 1984 | O Filho Adotivo            | Carolina   |
| 1988 | Banana Split               | Carminha   |

## Teatro
- Macunaíma (1981);
- Nelson Rodrigues - O Eterno Retorno (1981);
- Viúva, Porém Honesta;
- O Baile
- Se Você Me Der a Mão (2012);

## Prêmios
Prêmio SESI, Prêmio EncontrArte no Sesc Nova Iguaçu, Prêmio Adela Villas Boas, Prêmio da Revista Top of Business e Prêmio Excelência Mulher 2013 pelo Ciesp no Sesi de São Paulo.